# العائلة (صحيفة)
العائلة أسبوعية جزائرية. مختصة بشؤون العائلة وتقدم مواضيع حول المشاهير وقضايا أخرى يديرها محمد عباس، يقع مقرها بدار الصحافة، شارع أول ماي الجزائر العاصمة.

## وصلات خارجية
- معلومات عن أسبوعية العائلة من موقع بوابة الصحافة الجزائرية.